# Brněnský úděl
Brněnský úděl, zkráceně Brněnsko, je označení historického území na jihu Moravy, kde v 11.–12. století vládla knížata z jedné z větví rodu Přemyslovců.
Na konci svého života určil kníže Břetislav I., že nejstarší z jeho potomků bude vládnout z Prahy celé zemi (tzv. seniorát) a mladší synové dostanou území na Moravě. Břetislavův nástupce Spytihněv II. se toto rozdělení pokusil zrušit, ale jednotliví Přemyslovci založili vlastní větve dynastie. Po definitivním rozdělení Moravy roku 1061 Vratislavem II. se vytvořily tři celky – brněnský úděl, znojemský úděl a olomoucký úděl, kde měli dědičně vládnout potomci bratrů Vratislava II. (Konráda I. Brněnského a Oty Olomouckého). Brněnsko zaujímalo prostor u hranic s Rakouskem a spolu se Znojemskem plnilo úlohu ochrany státu před napadením z jihu (Olomoucko chránilo české země z východu).
Čeští panovníci do poměrů v údělech často zasahovali, zbavovali jejich vládce moci a dosazovali své chráněnce nebo vládli přímo oni sami z titulu českého knížete. Přesto se i mnozí moravští Přemyslovci prosadili.
Z Brněnska byl nejvýznačnější hned první vládce Konrád I. Brněnský, který krátce vládl i jako český kníže. Větev brněnských Přemyslovců vymřela na konci 12. století Svatoplukem Jemnickým.

## Údělná knížata brněnská
| #  | jméno                | vláda                 | poznámky |
| -- | -------------------- | --------------------- | --- |
| 1  | Ota I. Olomoucký     | 1055–1056             | Syn knížete Břetislava I.                                                                                       |
| 2  | Konrád I. Brněnský   | 1055–1056, 1061–1092  | Syn knížete Břetislava I. Spytihněv II. ho povolal ke dvoru a zrušil úděly. Vratislav II. vrátil bratrům úděly. |
| 3  | Oldřich Brněnský     | 1092–1099, 1101–1113  | Syn Konráda I. Uprchl před Břetislavem II. Poté se do svého údělu vrátil.                                       |
| 4  | Bořivoj              | 1099–1100             | Bratr Břetislava II., ten ho pověřil správou Moravy. Budoucí kníže.                                             |
| 5  | Soběslav I.          | 1115–1123             | Syn krále Vratislava II., budoucí český kníže.                                                                  |
| 6  | Ota II. Olomoucký    | 1123–1125             | Také kníže olomouckého údělu. Nárokoval si český knížecí stolec, ale zemřel v bitvě u Chlumce.                  |
| 7  | Vratislav Brněnský   | 1125–1129, 1130–1156  | Syn Oldřicha Brněnského.                                                                                        |
| 8  | Konrád II. Znojemský | 1156–1161             | Kníže Vladislav II. mu udělil brněnský úděl.                                                                    |
| 9  | Konrád II. Ota       | 1173–1182             | Také kníže znojemského údělu.                                                                                   |
| 10 | Spytihněv Brněnský   | 1189–1192, 1194–1198? | Syn Vratislava.                                                                                                 |
| 11 | Svatopluk Jemnický   | 1189–1192, 1194–1200? | Syn Vratislava, zřejmě 1189–1192 spoluvládce Spytihněva, 1194–1200? Jemnicko.                                   |